# Peter Blume
Peter Erik Blume (født 11. juli 1950 på Frederiksberg, død 6. juni 2024) var en dansk professor, dr.jur. ved Det Juridiske Fakultet ved Københavns Universitet.
Han var søn af administrationschef Henning Blume og hustru Vera Blume.
Som professor ved Det Juridiske Fakultet på Københavns Universitet satte han et stort aftryk på dansk retsvidenskab, særligt inden for offentlig ret, retsteori og databeskyttelsesret.
Peter Blumes interesse for samspillet mellem ret og teknologi var banebrydende. Allerede i 1986 udgav han værket "Retsinformationssamfundet, edb-retlige essays", hvor han forudsagde mange af de juridiske udfordringer, som den digitale tidsalder ville bringe. Hans forskning og undervisning inden for persondataretten var også pionerarbejde, og hans lærebøger på området er  anerkendte standardværker.
I anledning af Peter Blumes 60 års fødselsdag i 2010, blev festskriftet Ret, informatik og samfund udgivet. De mange bidrag i festskriftet understreger Peter Blumes tætte relationer til en bred vifte af institutioner og personer inden for retsvidenskaben. Igennem en lang karriere har han ydet væsentlige bidrag til forskning, undervisning og formidling og har opnået stor anerkendelse.
Den 7. maj 2007 blev Peter Blume Ridder af Dannebrog.

## Eksterne links
- Liste over publikationer